# 2018年イタリア総選挙
2018年イタリア総選挙（2018ねんイタリアそうせんきょ、イタリア語: Elezioni politiche italiane del 2018）は、2018年3月4日にイタリアで行われた議会議員の総選挙である。
元老院（上院）と代議院（下院）の両院で行われた。

## 概要
選挙法改正と五つ星運動
議席の大部分が比例代表であったこれまでの選挙から、2017年に成立した選挙法改正によって3分の1が小選挙区で選出される制度に改められた。合わせて比例選挙での小政党乱立を防ぐ為の追加議席制度も廃止され、単一政党での政権獲得が困難になった。
改正案は連立を否定する新興政党の五つ星運動を左翼・右翼の政党連合が警戒したものとされており、五つ星運動が単一過半数を達成できるのか、あるいは連立協議に応じるのかが焦点となった。
左派政党の分裂
上記の選挙法改正より前にイタリア民主党選出のマッテオ・レンツィ首相は憲法改正による議会制度の再編を推し進めて大規模な反対運動を招き、自らの進退を賭けた事が仇となって内閣総辞職に追い込まれた。民主党のパオロ・ジェンティローニが政権を継承したものの、政界引退を約束していたレンツィが前言を翻して民主党書記長選に出馬、党内でレンツィの責任論を巡って激しい対立が起きた。
最終的に憲法改正反対派は離党して憲法第1条・民主進歩運動を結成した。総選挙においても対立は尾を引いており、民主進歩運動は中道左派連合に加わらず、急進左派「イタリアの左翼」と新しい選挙連合「自由と平等」を組織した。また共産主義再建党も政党連合「人民へ力を！」を組織しており、左派政党の分裂が深刻化している。
反EU・反移民
近年、中東情勢の不安定化やEUの統合深化によって国境外からの移民者が増加している事について、イタリアにおいても社会問題になっている。こうした中で郷土主義的な労働問題の延長線上から移民排斥と反EUを掲げていた北部同盟は、マッテオ・サルヴィーニ書記長の組織改革によって郷土主義をスローガンから外し、右派ポピュリズムに転向して党名を「同盟」と改称した。
「同盟」が右翼層から急速に支持を集める一方、右派政党の中心であるフォルツァ・イタリアは親EU路線を掲げており、右派連合内での主導権争いも起きている。

## 選挙データ

### 内閣
- 選挙時：パオロ・ジェンティローニ内閣
- 選挙後：ジュゼッペ・コンテ

### 解散日
- 2017年12月28日

### 投票日
- 2018年3月4日

### 改選数
- 上院：315
  - 比例代表　：189
  - 小選挙区　：116
  - 在外選挙区：010

- 下院：630
  - 比例代表　：386
  - 小選挙区　：232
  - 在外選挙区：012

### 選挙制度
- 小選挙区比例代表並立制

投票方法
秘密投票、単記投票、2票制
選挙権
満18歳以上のイタリア国民
被選挙権
満25歳以上のイタリア国民
有権者数
46,505,499

## 主要政党

### 中道左派連合
民主党（PD）
社会民主主義政党。左翼民主党（PDS）を前身とする左翼民主主義者（DS）を中心に、左派政党の政党連合「ルニオーネ」（L'Unione）の諸政党が合流して結党された。
左翼民主党を通じて西欧最大の共産党であったイタリア共産党（PCI）の系譜も引くが近年はリベラル的な中道左派勢力が主導権を得ている。政党連合「中道左派連合」を主導する。
よりヨーロッパへ （+E）
リベラル政党の政治同盟。イタリア急進主義者（RI）が主導して様々な自由主義者・親欧州主義者（Pro-Europeanism）によって結成された。PDによる中道左派連合への協力を表明。
インシエーメ（I）
進歩主義政党の政治同盟。2007年に再結党されたイタリア社会党（PSI）が主導して結成した。PDによる中道左派連合への協力を表明。
一般市民のリスト（CP）
中道主義政党の政治同盟。自由の人民（Pdl）から分離した新中道右派（NCD）を前身とする中道政党人民の選択肢（AP）が主導して結成した。PDによる中道左派連合への協力を表明。
南チロル人民党及びトレント自治運動（SVP-PATT）
穏健な地域政党の南チロル人民党（SVP）とトレント自治運動（PATT）による政治同盟。PDによる中道左派連合への協力を表明。

### 中道右派連合
フォルツァ・イタリア （FI）
キリスト教民主主義政党。タンジェントポリ後の政界再編の主軸として行動し、国民同盟との合流によって右派政党の合同を実現したが、Pdlの解散により再結党された。中道右派連合に参加を表明。
同盟（L）
右派ポピュリズム政党。イタリア北部の郷土主義政党であった北部同盟（LN）を前身とするが、近年は反EUや排外主義などが支持基盤に変わりつつあり、党名も「同盟（L）」に変更した。中道右派連合に参加を表明。
イタリアの同胞（FdI）
民族主義政党。Pdlから離党した国民同盟（AN）出身の一部議員によって結党された。右翼の中心であったANを通じてネオファシスト政党イタリア社会運動（MSI）の伝統を引き継いでいる。中道右派連合に参加を表明。
私達とイタリア（NcI）
リベラル政党。市民の選択（SC）などが合流して選挙直前に結党された。右派寄りの政治主張を持ち、キリスト教民主主義も掲げている。中道右派連合に参加を表明。

### 第三極
五つ星運動 (M5S)
ポピュリズム政党。インターネット政党として立ち上げられた。反政党政治（直接民主主義）やEU離脱など急進的政策を掲げ、政治不信の募る若年層の間で急速に台頭した。
政治腐敗の原因であるとして連立や政党連合にも反対していたが、選挙法の改正によって単独過半数が極めて困難となり、方針の転換に迫られている。
自由と平等(LeU)
社会民主主義政党の政治同盟。PDの反主流派による民主進歩運動（MDP）が主導して結成した。中道左派連合への不参加を発表。
人民へ力を！(PaP)
共産主義政党の政治同盟。共産主義再建党（PRC）が主導して結成した。中道左派連合への不参加を発表。
カーサパウンド・イタリア(CPI)
ネオファシズム政党。イタリア社会運動（MSI）の穏健化に反対した三色の炎（MS-FT）を前身とする。普段は反民主主義政党として直接行動を中心にしている。

## 選挙結果
代議院・元老院のいずれも概ね選挙前の予測通りの展開となった。

### 上院（元老院）
中道右派連合が最大勢力、五つ星運動が第1党ながら過半数は取得できず、中道左派連合は議席を大幅に失う。
|      |                                   |                        |           |      |           |            |        |          |            |          |            |            |            |
| 党派 | 党派                              | 党派                   | 合計 議席 | 増減 | 比例区    | 比例区     | 比例区 | 小選挙区 | 小選挙区   | 小選挙区 | 在外選挙区 | 在外選挙区 | 在外選挙区 |
| 党派 | 党派                              | 党派                   | 合計 議席 | 増減 | 議席      | 得票数     | 得票率 | 議席     | 得票数     | 得票率   | 議席       | 得票数     | 得票率     |
|      | 中道右派連合                      | 中道右派連合           | 137       | 20   | 77        | 11,317,258 | 37.50  | 58       | 11,327,549 | 37.50    | 2          | 228,957    | 23.08      |
|      | 同盟                              | 58                     | 30        | 37   | 5,321,537 | 17.61      | 21     | 0        | 11,327,549 | 37.50    | 226,885    | 21.96      |            |
|      | フォルツァ・イタリア              | 57                     | 41        | 33   | 4,358,004 | 14.43      | 23     | 2        | 11,327,549 | 37.50    | 226,885    | 21.96      |            |
|      | イタリアの同胞                    | 18                     | 18        | 7    | 1,286,606 | 4.26       | 9      | 0        | 11,327,549 | 37.50    | 226,885    | 21.96      |            |
|      | 私達とイタリア                    | 4                      | 新党      | 0    | 361,402   | 1.19       | 4      | 0        | 11,327,549 | 37.50    | 10,404     | 1.04       |            |
|      | 五つ星運動                        | 五つ星運動             | 112       | 58   | 68        | 9,713,763  | 32.21  | 44       | 9,729,621  | 32.22    | 0          | 174,948    | 17.64      |
|      | 中道左派連合                      | 中道左派連合           | 60        | 58   | 44        | 6,929,460  | 22.96  | 14       | 6,943,450  | 22.99    | 2          | 352,339    | 35.47      |
|      | 民主党                            | 53                     | 57        | 43   | 5,768,101 | 19.12      | 8      | 2        | 6,943,450  | 22.99    | 268,612    | 27.03      |            |
|      | よりヨーロッパへ                  | 1                      | 新党      | 0    | 712,844   | 2.36       | 1      | 0        | 6,943,450  | 22.99    | 52,494     | 5.29       |            |
|      | インシエーメ                      | 1                      | 新党      | 0    | 163,028   | 0.54       | 1      | -        | 6,943,450  | 22.99    | -          | -          |            |
|      | 一般市民のリスト                  | 1                      | 新党      | 0    | 157,205   | 0.52       | 1      | 0        | 6,943,450  | 22.99    | 31,293     | 3.15       |            |
|      | 南チロル人民党・ トレント自治運動 | 3                      | 1         | 1    | 128,282   | 0.42       | 2      | -        | 6,943,450  | 22.99    | -          | -          |            |
|      | ヴァッレ・ダオスタ連合            | 1                      | ± 0       | -    | -         | -          | 1      | -        | 6,943,450  | 22.99    | -          | -          |            |
|      | 自由と平等                        | 自由と平等             | 4         | 新党 | 0         | 987,706    | 3.27   | 0        | 990,500    | 3.28     | 4          | 55,279     | 5.57       |
|      | 在外イタリア人協力運動            | 在外イタリア人協力運動 | 1         | ± 0  | -         | -          | -      | -        | -          | -        | 1          | 107,879    | 10.88      |
|      | 南米イタリア移民連合              | 南米イタリア移民連合   | 1         | ± 0  | -         | -          | -      | -        | -          | -        | 1          | 65,069     | 6.56       |
| 合計 | 合計                              | 合計                   | 315       | ± 0  | 189       | 28,948,187 | 100.0  | 116      | 28,986,931 | 100.0    | 10         | 984,471    | 100.0      |

### 下院（代議院）
中道右派連合が比例区・小選挙区双方において優勢を維持し、265議席を獲得して第1党派となった。政党連合内ではフォルツァ・イタリアが選挙前と比較して50議席近く議席数を増加させたが、Pdlへの合流直前（2006年）に有していた140議席には達しなかった。かつての党勢にまで回復しない再結党後のフォルツァ・イタリアに対し、新たに109議席の議席を増加させて党再編前の党勢を超えた「同盟」の発言権が強まっている。他に民族主義政党のイタリアの同胞が25議席を上積みしたのに比べ、穏健右派のイタリアと私達は4議席獲得に留まった。右翼支持層でキリスト教民主主義など中道右派の支持が弱まり、民族主義・国家主義など急進右派が支持を伸ばしている。
中道左派連合ではイタリア民主党が追加議席制度が廃止されたとはいえ、一挙に180議席以上を失う歴史的大敗を喫して第1党の地位を失った。新規に結党・組織された政党や政治連合も支持を伸ばせず、左派連合全体でも前回選挙の3分の1となる122議席しか獲得できなかった。第三極の中心である五つ星運動は選挙前にユーロ離脱の保留や連立についての譲歩など穏健化が功を奏して勢いを失わずに選挙戦を戦い抜き、227議席を獲得して単独政党としては第1党となった。しかし目的としていた単独過半数はやはり達成できず、今後は右派・左派の政党連合との組閣交渉を進める意向を示している。自由と平等は民主進歩運動やイタリアの左派ら参加政党の主要メンバーらが当選し、中道左派連合とは距離を置いた状態で14議席を獲得した。
共産主義再建党による人民へ力を！は37万票、ネオファシズム政党のカーサパウンド・イタリアは31万票を獲得するなど善戦したが、議席獲得はならなかった。
|      |                                   |                        |           |      |           |            |        |          |            |          |            |            |            |
| 党派 | 党派                              | 党派                   | 合計 議席 | 増減 | 比例区    | 比例区     | 比例区 | 小選挙区 | 小選挙区   | 小選挙区 | 在外選挙区 | 在外選挙区 | 在外選挙区 |
| 党派 | 党派                              | 党派                   | 合計 議席 | 増減 | 議席      | 得票数     | 得票率 | 議席     | 得票数     | 得票率   | 議席       | 得票数     | 得票率     |
|      | 中道右派連合                      | 中道右派連合           | 265       | 140  | 151       |            |        | 111      | 12,147,611 | 37.00    | 3          |            |            |
|      | 同盟                              | 125                    | 109       | 73   | 5,691,921 | 17.37      | 49     | 2        | 12,147,611 | 37.00    | 232,078    | 21.49      |            |
|      | フォルツァ・イタリア              | 104                    | 1         | 59   | 4,590,774 | 14.01      | 46     | 1        | 12,147,611 | 37.00    | 232,078    | 21.49      |            |
|      | イタリアの同胞                    | 32                     | 25        | 19   | 1,426,564 | 4.35       | 12     | 0        | 12,147,611 | 37.00    | 232,078    | 21.49      |            |
|      | 私達とイタリア                    | 4                      | 新党      | 0    | 428,298   | 1.30       | 4      | 0        | 12,147,611 | 37.00    | 11,845     | 1.09       |            |
|      | 五つ星運動                        | 五つ星運動             | 227       | 119  | 133       | 10,697,994 | 32.66  | 93       | 10,727,567 | 32.68    | 1          | 188,933    | 17.50      |
|      | 中道左派連合                      | 中道左派連合           | 122       | 223  | 88        |            |        | 28       | 7,497,814  | 22.85    | 6          |            |            |
|      | 民主党                            | 112                    | 180       | 86   | 6,101,836 | 18.72      | 21     | 5        | 7,497,814  | 22.85    | 285,429    | 26.44      |            |
|      | よりヨーロッパへ                  | 3                      | 新党      | 0    | 836,837   | 2.55       | 2      | 1        | 7,497,814  | 22.85    | 60,859     | 5.63       |            |
|      | インシエーメ                      | 1                      | 新党      | 0    | 196,766   | 0.60       | 1      | -        | 7,497,814  | 22.85    | -          | -          |            |
|      | 一般市民のリスト                  | 2                      | 新党      | 0    | 177,825   | 0.54       | 2      | 0        | 7,497,814  | 22.85    | 30.375     | 2.81       |            |
|      | 南チロル人民党・ トレント自治運動 | 4                      | 1         | 2    | 134,651   | 0.41       | 2      | -        | 7,497,814  | 22.85    | -          | -          |            |
|      | 自由と平等                        | 自由と平等             | 14        | 新党 | 14        | 1,109,198  | 3.38   | 0        | 1,113,369  | 3.39     | 0          | 61,714     | 5.71       |
|      | 在外イタリア人協力運動            | 在外イタリア人協力運動 | 1         | 1    | -         | -          | -      | -        | -          | -        | 1          | 104,538    | 9.68       |
|      | 南米のイタリア移民連合            | 南米のイタリア移民連合 | 1         | ± 0  | -         | -          | -      | -        | -          | -        | 1          | 65,363     | 6.05       |
| 合計 | 合計                              | 合計                   | 630       | ± 0  | 386       |            | 100.0  | 232      |            | 100.0    | 12         |            | 100.0      |